# Franck Butter
Franck Butter (* 14. September 1963) ist ein ehemaliger französischer Basketballspieler.

## Laufbahn
Der 2,10 Meter große Innenspieler kam 1983 zu CSP Limoges, dort gab er seinen Einstand in der höchsten Spielklasse Frankreichs. 1985 wurde er mit Limoges Staatsmeister sowie Pokalsieger und verließ den Verein im Vorfeld des Spieljahres 1985/86 in Richtung Orthez. Dort gewann er 1986 und 1987 zum zweiten beziehungsweise dritten Mal den Meistertitel. Er blieb bis 1987 in Orthez. 1987/88 spielte Butter für den Erstligisten Caen und brachte es auf 10,2 Punkte sowie 7,5 Rebounds pro Partie. Von 1988 bis 1990 stand er in Mülhausen unter Vertrag, dort spielte er eine kleinere Rolle als in Caen.
Auch nach seiner Rückkehr zu CSP Limoges, wo er abermals von 1990 bis 1994 spielte, wurde Butter als Ergänzungsspieler eingesetzt. 1991 errang er mit Limoges den französischen Meistertitel, 1993 war Butter am Zweifachtriumph beteiligt: Europapokal der Landesmeister und Meisterschaft. Im Europapokalhalbfinale gegen Real Madrid erzielte der Innenspieler vier Punkte, im Endspiel gegen Benetton Treviso stand Butter 16 Minuten auf dem Parkett und brachte es auf einen Punkt sowie vier Rebounds. Der Sieg Limoges’ im Europapokal der Landesmeister wurde als große Überraschung gewertet, kurz darauf errang man auch den Meistertitel in der französischen Liga. 1994 schaffte Butter mit Limoges erneut den Sieg in der Meisterschaft, hinzu trat der Gewinn des nationalen Pokalwettbewerbs.
Zur Saison 1994/95 wechselte Butter innerhalb der Ligue Nationale de Basket nach Montpellier, dort erhielt er deutlich mehr Einsatzzeit als in Limoges. Er blieb bis 1997 in Montpellier, anschließend bestritt er zwischen 1997 und 1999 noch sieben Erstligaspiele für Le Mans, war eigener Aussage nach zu diesem Zeitpunkt körperlich aber bereits angeschlagen.
Butter stand in 68 Länderspielen für Frankreich auf dem Parkett, er nahm an den Europameisterschaftsendrunden 1989 und 1995 teil.
Nach seiner Sportkarriere wurde Butter als Geschäftsführer eines Schnellrestaurants tätig. Im Juli 2023 wurde er stellvertretender Vorsitzender von CSP Limoges.